# Derechos humanos y cambio climático

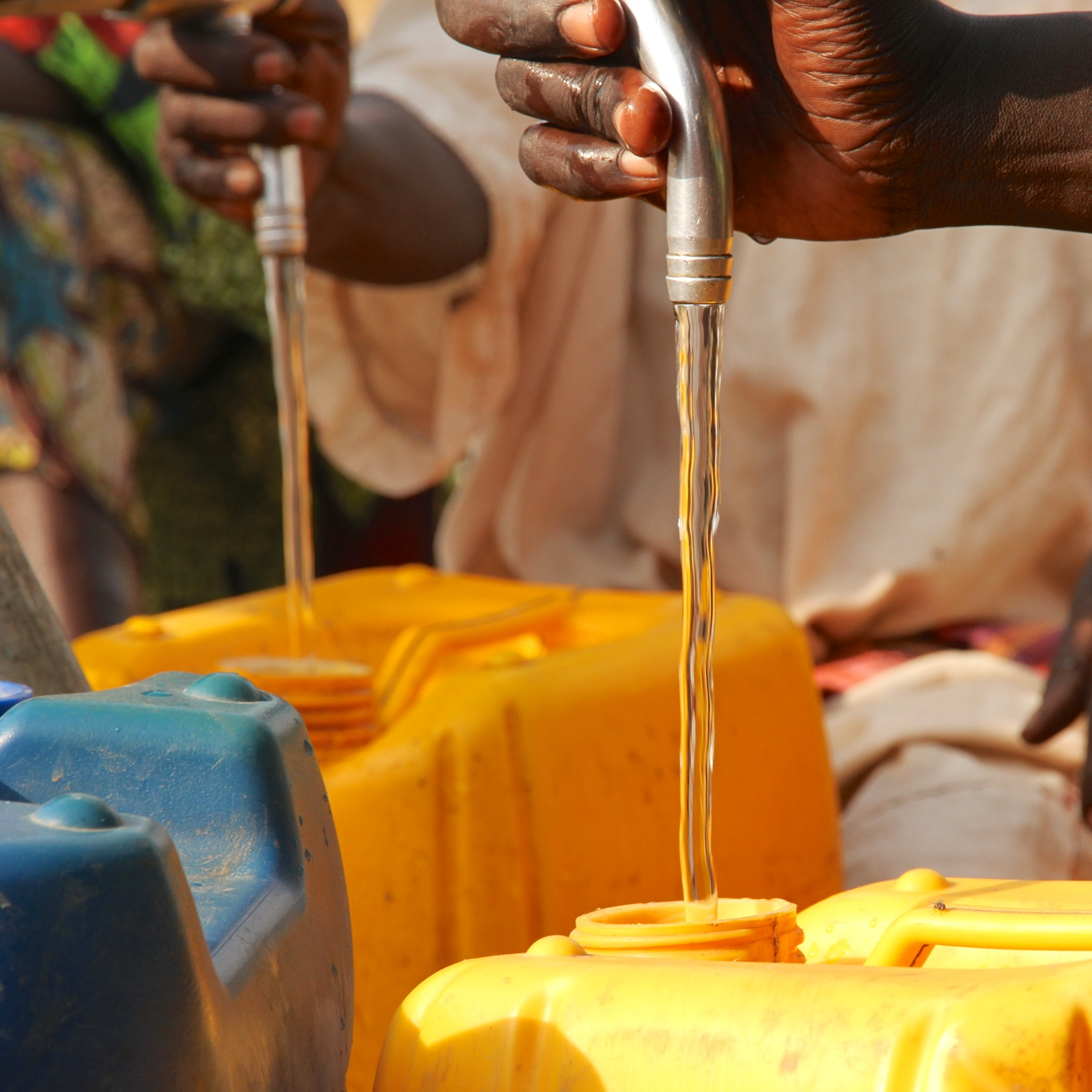
Oxfam proporciona agua potable en Mingkamen

Derechos humanos y cambio climático son un marco conceptual y legal bajo el cual se estudian, analizan y abordan los derechos humanos internacionales y su relación con el calentamiento global. El marco ha sido empleado por gobiernos, organizaciones de las Naciones Unidas, organizaciones intergubernamentales y no gubernamentales, defensores de los derechos humanos y del medio ambiente, y académicos, para orientar las políticas nacionales e internacionales sobre cambio climático en el contexto de la Convención Marco de las Naciones Unidas sobre el Cambio Climático (CMNUCC) y los Instrumentos internacionales de derechos humanos.
El análisis de los derechos humanos y el cambio climático se centra en las consecuencias anticipadas para los seres humanos asociadas con los fenómenos ambientales globales, incluido el aumento del nivel del mar, la desertificación, el aumento de la temperatura, los fenómenos meteorológicos extremos y los cambios en las precipitaciones, así como las medidas de adaptación y mitigación adoptadas por los gobiernos en respuesta a aquellos fenómenos que pueden involucrar derechos humanos o protecciones legales relacionadas. Muchos enfoques legales para el cambio climático utilizan el derecho a un medio ambiente saludable, otros derechos relacionados u otros enfoques de leyes ambientales emergentes, como los derechos de la naturaleza, para abogar por acciones nuevas o requeridas por parte de gobiernos y actores privados, a través de la defensa de la justicia climática y los litigios climáticos.

## Historia

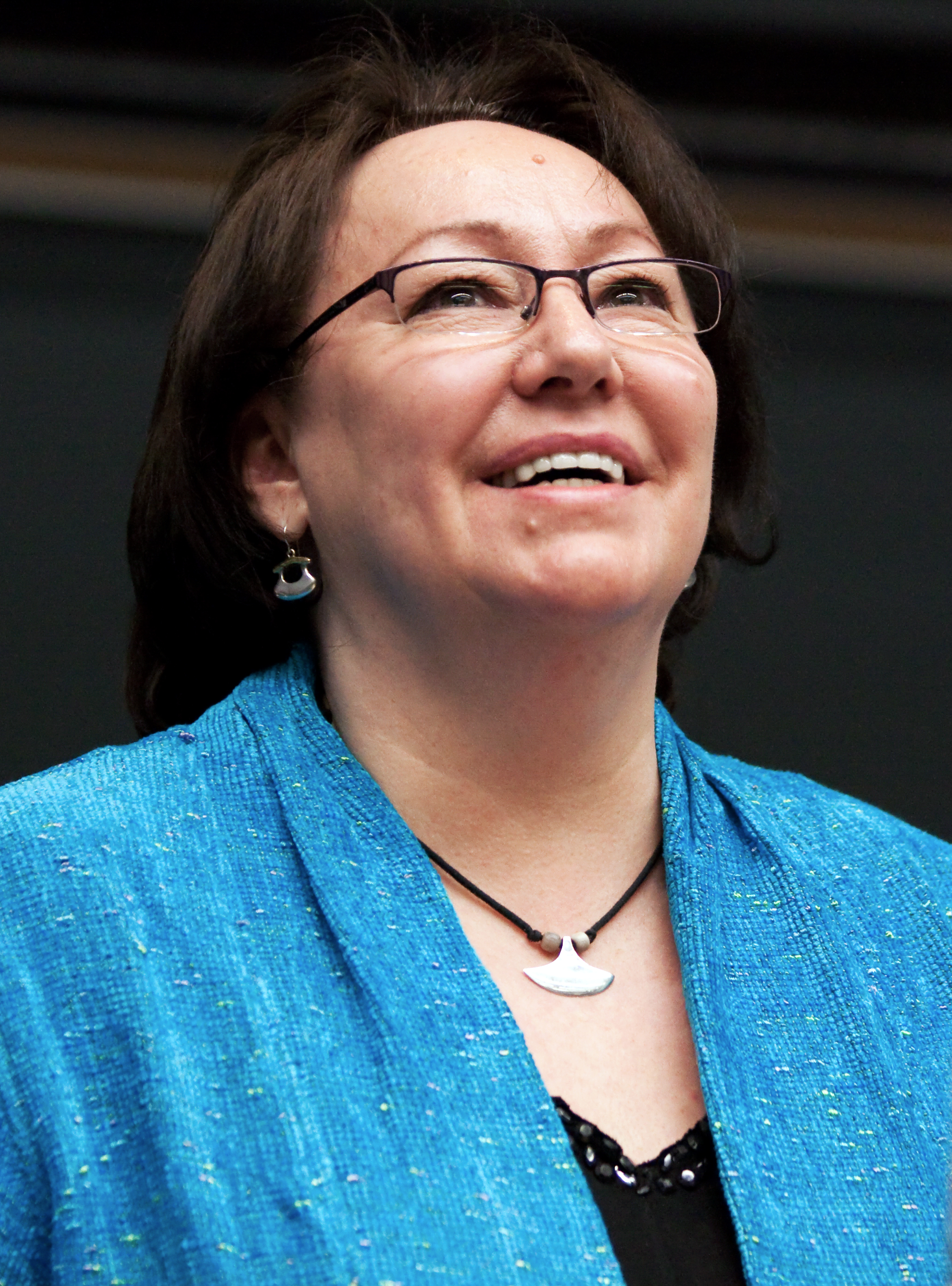
Sheila Watt-Cloutier

En 2005, la activista inuit Sheila Watt-Cloutier presentó una petición a la Comisión Interamericana de Derechos Humanos para aliviar "de las violaciones de derechos humanos resultantes de los impactos del calentamiento global y el cambio climático causados por actos y omisiones de los Estados Unidos". La petición fue rechazada, pero la Comisión invitó y escuchó testimonios sobre la relación entre derechos humanos y cambio climático de representantes de los inuit en el 2007.
Ese mismo año, la Declaración de Malé sobre la Dimensión Humana del Cambio Climático Global "declaró explícitamente (y por primera vez en un acuerdo internacional) que 'el cambio climático tiene implicaciones claras e inmediatas para el disfrute pleno de los derechos humanos' y pidió a la Sistema de derechos humanos de las Naciones Unidas para abordar el problema con urgencia".
Al año siguiente, el Consejo de Derechos Humanos de la ONU (CDH) adoptó por unanimidad la Resolución 7/23, reconociendo que "el cambio climático representa una amenaza inmediata y de gran alcance para las personas y comunidades de todo el mundo y tiene implicaciones para el pleno disfrute de los derechos humanos," citando la Carta de las Naciones Unidas, la Declaración Universal de Derechos Humanos, el Pacto Internacional de Derechos Económicos, Sociales y Culturales (PIDESC) y el Pacto Internacional de Derechos Civiles y Políticos. El CDH reafirmó y amplió estas declaraciones con las resoluciones 10/4 de 25 de marzo de 2009 y 18/22 de 30 de septiembre de 2011.
En 2009, la Oficina del Alto Comisionado de las Naciones Unidas para los Derechos Humanos (ACNUDH) publicó un estudio analítico que identificaba derechos específicos y grupos de personas que probablemente se verían afectados negativamente por las alteraciones climáticas. El informe se basó en las presentaciones de unas 30 naciones, así como de diez Agencias de las Naciones Unidas y decenas de otras organizaciones. El informe identificó a las personas desplazadas, los conflictos y los riesgos de seguridad, así como los derechos dañados de los pueblos indígenas, las mujeres y los niños como preocupaciones principales.
En 2010, la Conferencia de las Partes de la CMNUCC reprodujo el lenguaje del CDH que identifica la relación entre los derechos humanos y el cambio climático en su informe sobre la Conferencia de las Naciones Unidas sobre el Cambio Climático de 2010 en Cancún, México. El informe sobre los resultados de la Conferencia enfatizó que "las Partes deben, en todas las acciones relacionadas con el cambio climático, respetar plenamente los derechos humanos".
Recientemente se ha observado un mayor reconocimiento del vínculo entre los derechos humanos y el medio ambiente, sin embargo, todavía existen muchas preguntas en torno a la relación entre ellos. Como resultado, en el 2012 el CDH estableció un mandato sobre las obligaciones de derechos humanos relacionadas con el disfrute de un medio ambiente seguro, limpio, saludable y sostenible. Un informe preliminar del Experto Independiente designado, John H. Knox, afirmó además que debía ser prioritario proporcionar una mayor claridad conceptual a la aplicación de las obligaciones de derechos humanos relacionadas con el medio ambiente.
En el 2014, los 78 Titulares de Mandatos de los Procedimientos Especiales de las Naciones Unidas emitieron una declaración conjunta el Día de los Derechos Humanos en la que pedían a los estados que incorporaran sus obligaciones existentes en el marco de los derechos humanos en las negociaciones sobre el cambio climático. Esto tendría el efecto de llevar los derechos de los afectados por el cambio climático al frente de todas las estrategias de respuesta.
Desde marzo de 2015, existe un Relator Especial sobre derechos humanos y medio ambiente, una extensión del mandato del ex Experto Independiente sobre las obligaciones de derechos humanos relacionadas con el disfrute del derecho a un medio ambiente seguro, limpio, saludable y sostenible. Antes de la Conferencia de las Naciones Unidas sobre el Cambio Climático de 2015 en París, el Relator Especial informó a los estados que deben asegurarse de que sus obligaciones en materia de derechos humanos abarquen la perspectiva adecuada hacia el cambio climático al negociar acuerdos futuros.

El Acuerdo de París, adoptado el 12 de diciembre de 2015 en la Conferencia de las Partes, es el indicador más importante de una mayor conciencia sobre la relación entre el cambio climático y los derechos humanos. El Acuerdo de París es el primer acuerdo climático que reconoce la relevancia de los derechos humanos y afirma:
Las Partes deben, al tomar medidas para abordar el cambio climático, respetar, promover y considerar sus respectivas obligaciones en materia de derechos humanos, el derecho a la salud, los derechos de los pueblos indígenas, las comunidades locales, los migrantes, los niños, las personas con discapacidad y las personas en situaciones de vulnerabilidad y el derecho al desarrollo, así como la igualdad de género, el empoderamiento de la mujer y la equidad intergeneracional .

## Ley de derechos humanos y cambio climático
El cambio climático no solo está provocando ajustes ecológicos, sino que también está afectando los aspectos sociales, económicos, políticos, culturales y legales de las sociedades de todo el mundo. El CDH ha afirmado que las obligaciones de derechos humanos tienen la capacidad de fortalecer la formulación de políticas nacionales e internacionales en el área del cambio climático. La Declaración de Estocolmo de 1972 sentó las bases para una mayor elaboración del derecho humano a la calidad del medio ambiente. La protección del medio ambiente no suele incluirse en los tratados de derechos humanos. Más bien, la protección del medio ambiente se deriva de los derechos que protegen esos tratados, como los derechos a la vida, la alimentación, el agua y la salud. En el futuro, el derecho de los derechos humanos en el contexto de la formulación de políticas sobre el cambio climático puede ayudar a establecer estándares mínimos de derechos humanos básicos que se pueden adoptar en las medidas de mitigación y adaptación nacionales e internacionales.

## Derechos implicados
La mayoría de las declaraciones internacionales sobre derechos humanos y cambio climático han enfatizado los posibles impactos adversos del cambio climático en los derechos a la vida, la alimentación, el agua, la salud, la vivienda, el desarrollo y la autodeterminación. Estos derechos se enumeran en las convenciones fundamentales del derecho internacional de los derechos humanos, aunque no todos los miembros del CDH o las partes de la CMNUCC son signatarios de estas convenciones.

### Derecho a la vida
El derecho a la vida está protegido por el artículo 6 del Pacto Internacional de Derechos Civiles y Políticos, donde todo ser humano tiene el derecho inherente a la vida. El derecho a la vida está indisolublemente ligado a la medida de cumplimiento de otros derechos. Hay efectos tanto previstos como observados que el cambio climático tendrá sobre el derecho a la vida. El Cuarto informe de evaluación del Grupo Intergubernamental de Expertos sobre el Cambio Climático (IPCC) proyectó un aumento de las personas que sufren muertes y lesiones debido a un aumento de las inundaciones, tormentas, ola de calor, incendios y sequías. El cambio climático afectará igualmente el derecho a la vida a través del aumento del hambre y la desnutrición y los trastornos relacionados que afectan el crecimiento y el desarrollo infantil, la morbilidad respiratoria y el ozono a nivel del suelo. El aumento del nivel del mar es uno de los efectos secundarios del cambio climático, resultante del calentamiento del agua y el derretimiento de las capas de hielo. Medir el aumento del nivel del mar es un asunto complicado, sin embargo, el IPCC ha proyectado un aumento en el nivel medio del mar global de entre 0,44 my 0,74 m para 2100. Para las islas costeras bajas como Male ', en las Maldivas, un aumento del nivel del mar de 0,5 metros inundaría el 15% de la isla en 2025 e inundaría la mitad en 2100. Dado que el 42% de la población vive a menos de 100 metros de la costa, es probable que incluso una inundación parcial provoque ahogamientos, lesiones y pérdida de vidas.
Los efectos observados son aquellos en los que el derecho a la vida ya ha inhibido el derecho a la vida. Es difícil estudiar los impactos del cambio climático en sí debido a la cuestión de la escala; el cambio climático se mide en décadas. Hay más del 95 por ciento de probabilidad de que el cambio climático antropogénico cuadriplicará el riesgo de eventos extremos de calor estival en Europa en la década de 1998 a 2008. Existe una probabilidad del 75% de que la ola de calor de 2003 en Europa sea atribuible al cambio climático. Sobre esta base, la tasa de mortalidad excesiva por este evento se registró en 15.000 muertes solo en Francia.

### Derecho a la alimentación

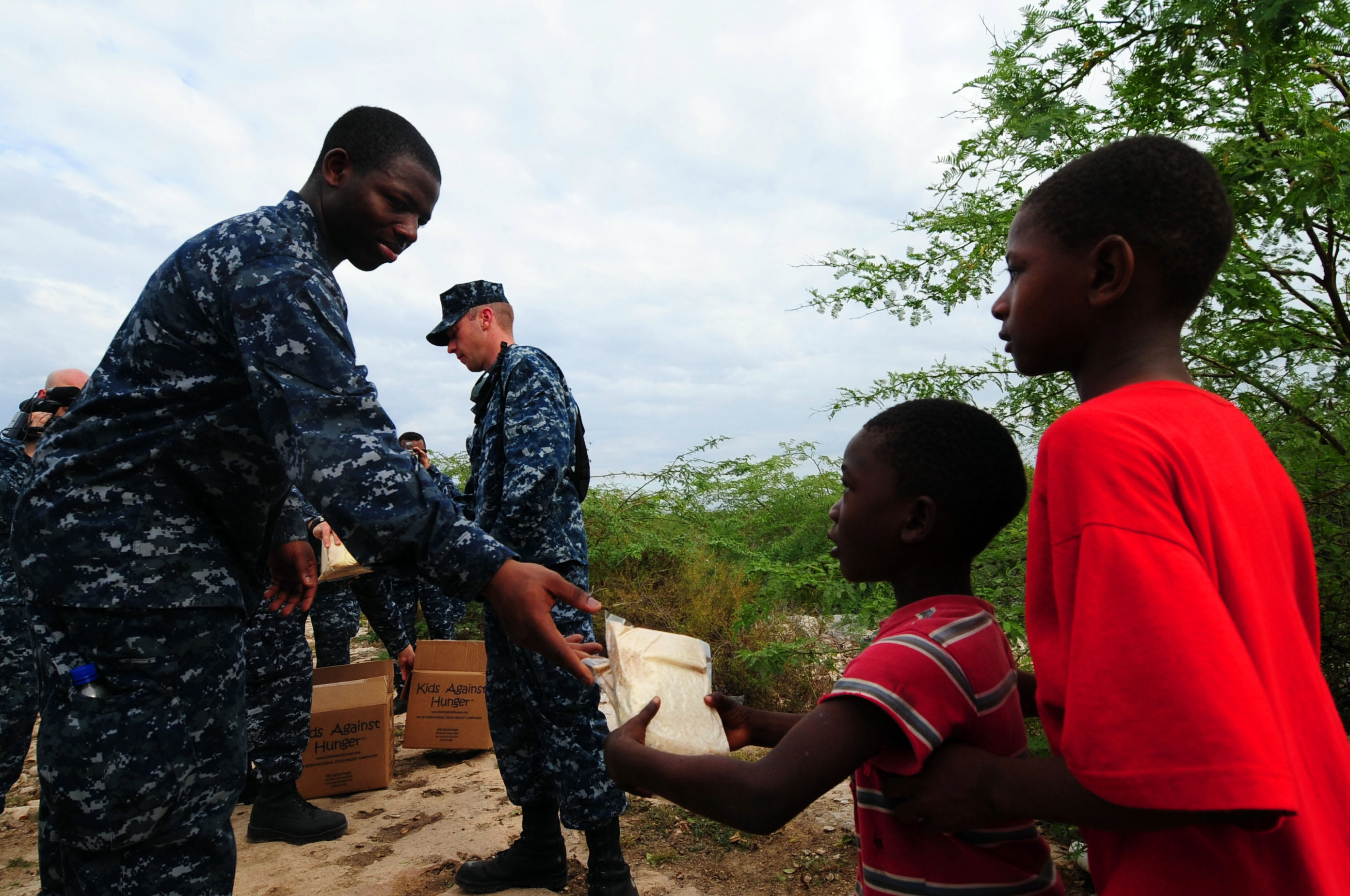
Oficiales de la Marina de los EE. UU. distribuyen alimentos de la organización sin fines de lucro Kids Against Hunger a los residentes de La Gonave, Haití, 2010.

Esto se deriva del artículo II del PIDESC donde los Estados partes del Pacto deben maximizar sus recursos disponibles para lograr el derecho a una alimentación adecuada. El cambio climático afectará a los cuatro pilares de la seguridad alimentaria: disponibilidad, acceso, utilización y estabilidad. Un informe de 2008 del Relator Especial sobre el derecho a la alimentación ha declarado que la forma en que el mundo produce alimentos tendrá que sufrir un cambio radical para hacer frente a una población en aumento y los efectos del cambio climático, evitando al mismo tiempo el colapso ambiental. El Acuerdo de París reconoce la prioridad fundamental de garantizar la seguridad alimentaria y las vulnerabilidades particulares de los sistemas de producción de alimentos a los impactos adversos del cambio climático. El artículo 2 pide la adaptación a los impactos adversos del cambio climático y la reducción de las emisiones de gases de efecto invernadero de una manera que no amenace la producción de alimentos. El cuarto informe de evaluación del IPCC proyecta que la producción de alimentos aumentará en las latitudes medias y altas con un aumento de temperatura de entre 1 ° y 3 °C; sin embargo, en latitudes más bajas se prevé que la productividad de los cultivos disminuya, lo que aumenta el riesgo de inseguridad alimentaria en las regiones más pobres del mundo. El Programa de las Naciones Unidas para el Desarrollo estima que otros 600 millones de personas sufrirán desnutrición debido al cambio climático. Es probable que esto tenga un efecto particularmente devastador en el África subsahariana.

### Derecho al agua

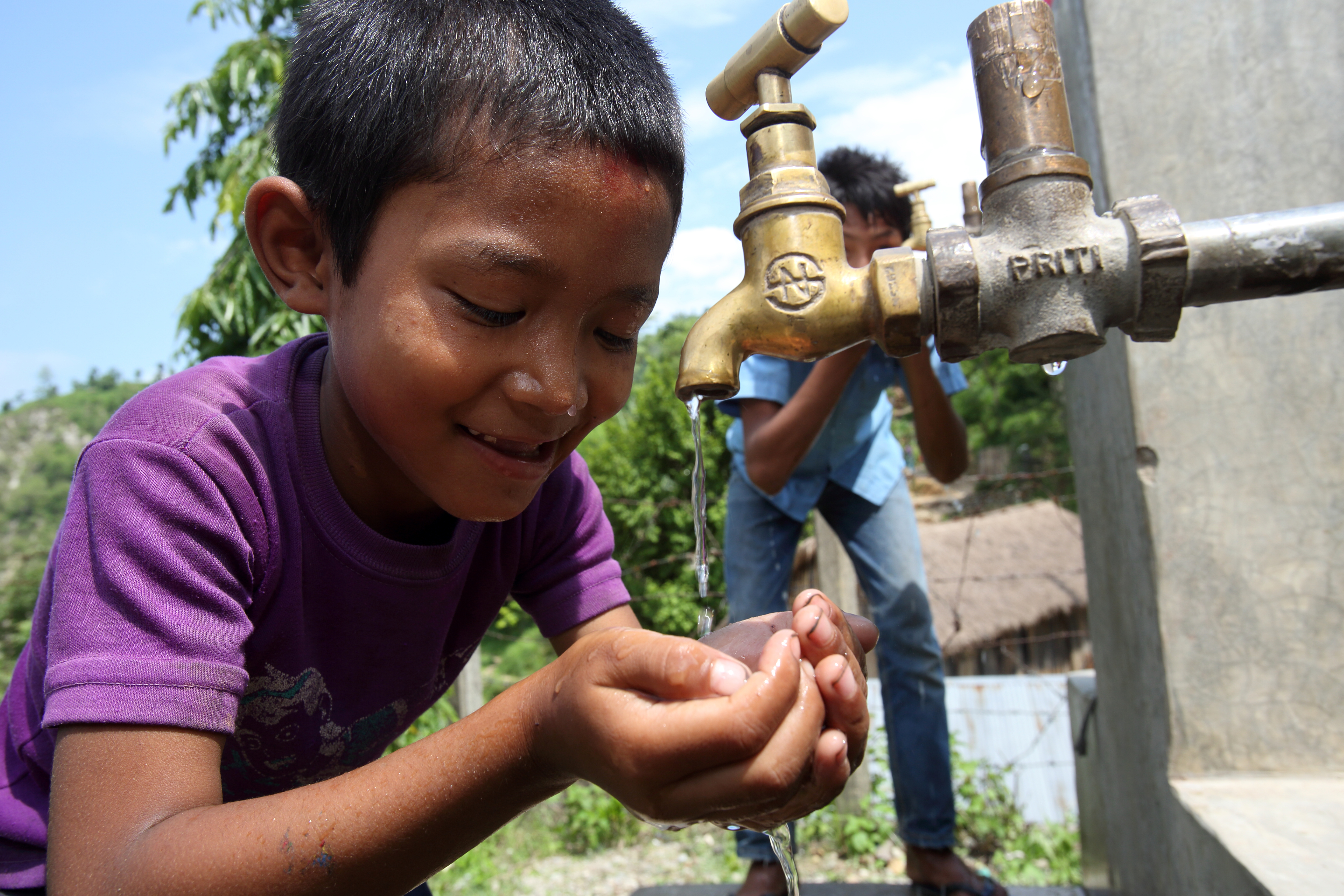
Niño bebe de un grifo en un proyecto de agua NEWAH WASH en Puware Shikhar, distrito de Udayapur, Nepal.

El Pacto Internacional de Derechos Económicos, Sociales y Culturales (PIDESC) observa que el derecho al agua no solo es una condición esencial para la supervivencia, sino que también está indisolublemente ligado a otros derechos, tales como vivienda, nivel de salud alcanzable, nivel de vida adecuado y derecho a la alimentación. Stern Review afirma que las personas sentirán los efectos del cambio climático con más fuerza a través de cambios en los patrones de distribución del agua en todo el mundo. Aquellas áreas que ya están sufriendo condiciones secas experimentarán una mayor disminución en la disponibilidad de agua, con varios (pero no todos) modelos climáticos que predicen hasta un 30 por ciento de disminución en la escorrentía anual en la cuenca del Mediterráneo, partes del sur de África y América del Sur para un aumento de la temperatura global de 2 °C y del 40% al 50% para un aumento de 4 °C. El quinto informe de evaluación del IPCC establece que los riesgos relacionados con el agua dulce aumentan significativamente con el aumento de las concentraciones de gases de efecto invernadero, y se prevé que el cambio climático durante el siglo XXI reducirá significativamente los recursos hídricos superficiales y subterráneos renovables en la mayoría de las regiones subtropicales secas.

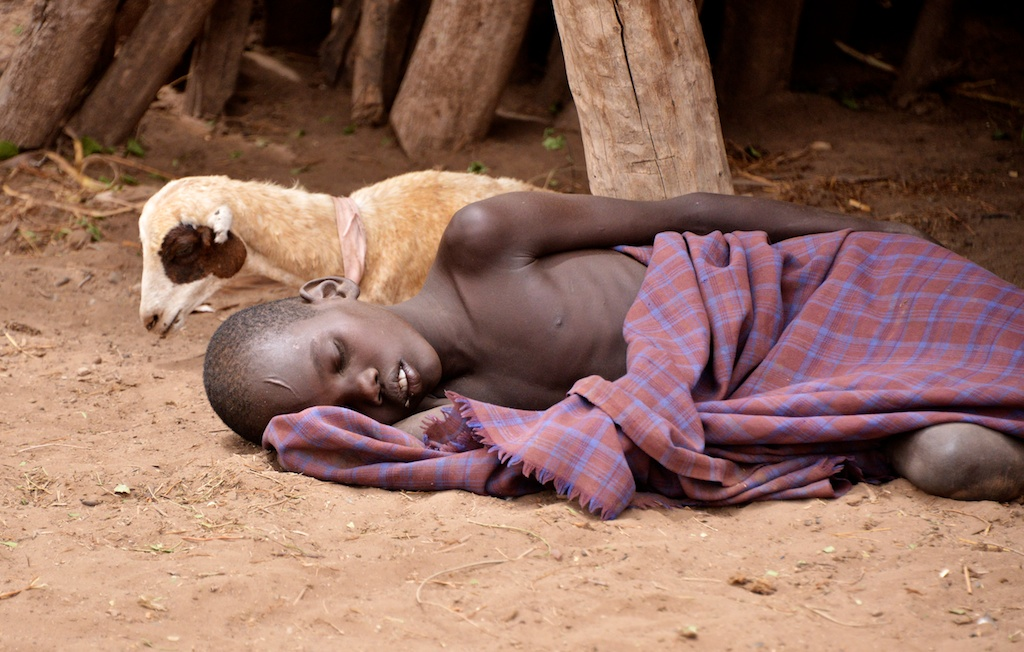
Paciente con malaria, Nyangaton, Etiopía.

El artículo 12 del PIDESC identifica el "derecho al más alto nivel posible de salud física y mental". La mayoría de las constituciones nacionales protegen el derecho a la salud de alguna manera y está ampliamente protegido en otros instrumentos internacionales y regionales. El cambio climático amplificará las disparidades sanitarias entre ricos y pobres en diferentes partes del mundo. La Organización Mundial de la Salud (OMS) estima que desde 1970, el cambio climático es responsable de 150.000 muertes cada año debido al aumento de la incidencia de la propagación de la diarrea, la malaria y la desnutrición, predominantemente en África y otras regiones en desarrollo. El aumento de solo 1 °C en la temperatura global desde los niveles preindustriales podría duplicar las muertes anuales por cambio climático (según la OMS).

## Problemas específicos

### Desplazamiento
La posible migración inducida por el clima es en la actualidad uno de los efectos secundarios más controvertidos del cambio climático. Las investigaciones sugieren que el cambio climático puede crear entre 50 y 200 millones de nuevos desplazados internos y refugiados internacionales para el año 2100. Los "megadeltas" en Asia, África y las islas pequeñas corren un alto riesgo de inundaciones y tormentas, que provocarán un desplazamiento a gran escala de las poblaciones locales. La migración inducida por el cambio climático afectará o violará las normas internacionales básicas de derechos humanos.

### Justicia climática

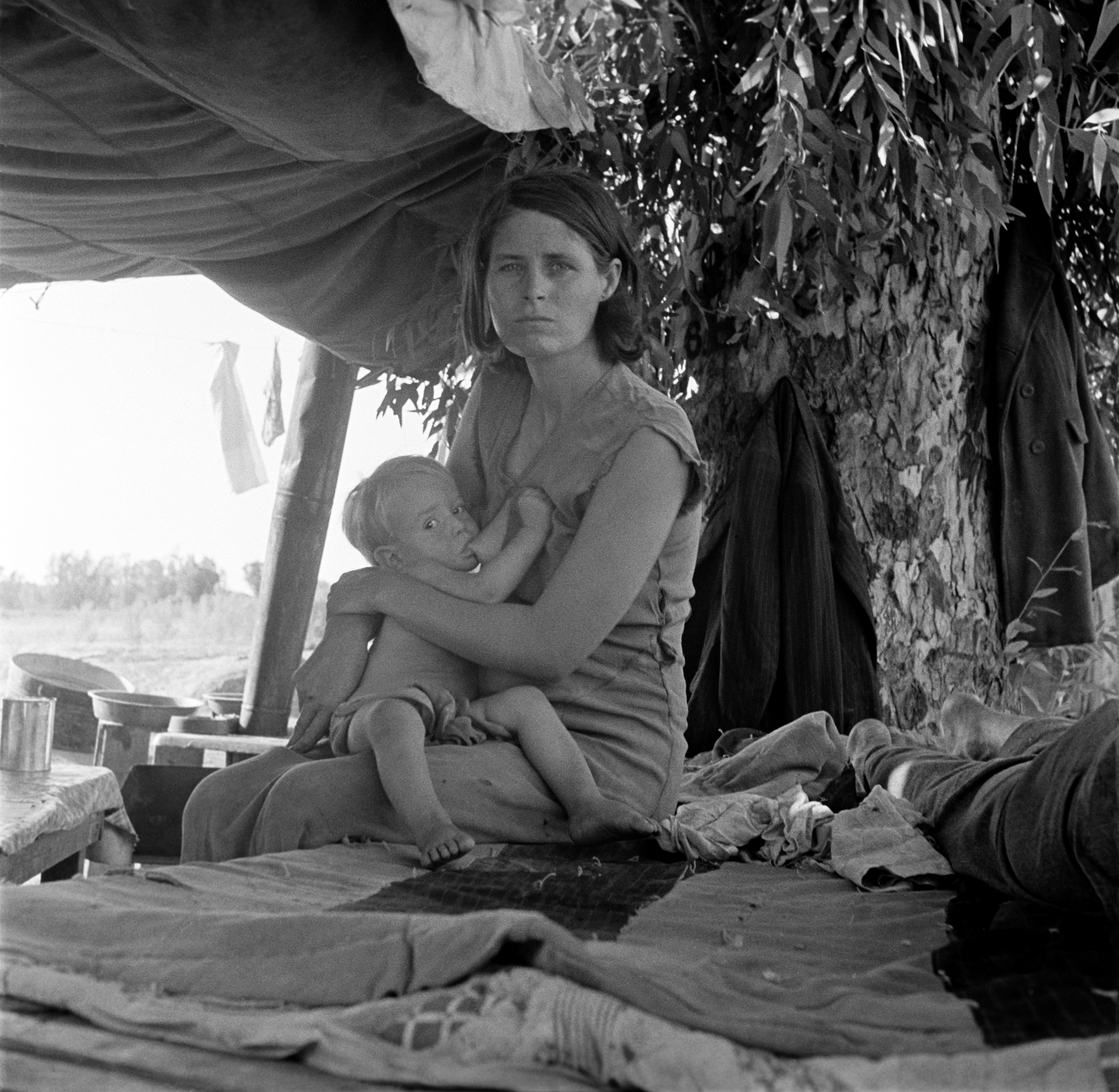
Refugiados de la sequía de Oklahoma acampando junto a la carretera, Blythe, California, 1936

Existe una discusión significativa sobre el concepto de justicia climática para el migrante ambiental o 'refugiado climático'. Este concepto tiene como objetivo llenar un vacío en el sector legal y político para los millones de personas que no pueden recibir protección legal internacional, ya que esta fuente de migración aún no se ha incluido en el derecho regional e internacional. Actualmente no existe una definición establecida de quién puede ser clasificado como refugiado climático porque aún no ha sido consagrado en el derecho internacional. En 2014, Siego Alesana abandonó el pequeño estado insular en desarrollo de Tuvalu debido a la incertidumbre en torno a los efectos adversos del cambio climático. Tuvalu se encuentra a solo 4,6 m sobre el nivel del mar y se enfrenta al peligro inminente que representa el aumento del nivel oceánico. Aunque los impactos del cambio climático se presentaron en nombre de Alesana y su familia, el caso se fundamentó en gran medida en motivos humanitarios. Sin embargo, el Tribunal de Inmigración y Protección (Nueva Zelanda) declaró que la degradación ambiental causada por el cambio climático ya era una característica de la vida en Tuvalu. Aunque esta decisión no se basó en los impactos del cambio climático, eso no quiere decir que los factores relacionados con el cambio climático no se hayan tenido en cuenta en absoluto.

La Organización Internacional para las Migraciones ha presentado una definición de trabajo de migrante ambiental:
Los migrantes ambientales son personas o grupos de personas que, predominantemente por razones de cambio repentino o progresivo en el entorno que afecta negativamente su vida o condiciones de vida, se ven obligadas a abandonar sus hogares habituales, o deciden hacerlo, ya sea de manera temporal o permanente, y que se desplazan dentro de su país o en el extranjero.
Hasta que no exista una definición legalmente vinculante de lo que constituye un migrante ambiental, será difícil hacer justicia verdadera. El concepto de justicia climática vería implementados todos los derechos humanos de la manera más transparente para mantener los estándares básicos frente a los impactos algo desconocidos que generará el cambio climático.

### Conflicto
La ONG internacional para la consolidación de la paz International Alert nombra a 46 países donde los efectos del cambio climático (incluida la escasez de agua, la pérdida de tierras cultivables, los fenómenos meteorológicos extremos, la reducción de las temporadas de crecimiento y el deshielo de los glaciares) pueden interactuar con las fuerzas económicas, sociales y políticas para crear "un alto riesgo de conflicto violento".

### Poblaciones indígenas

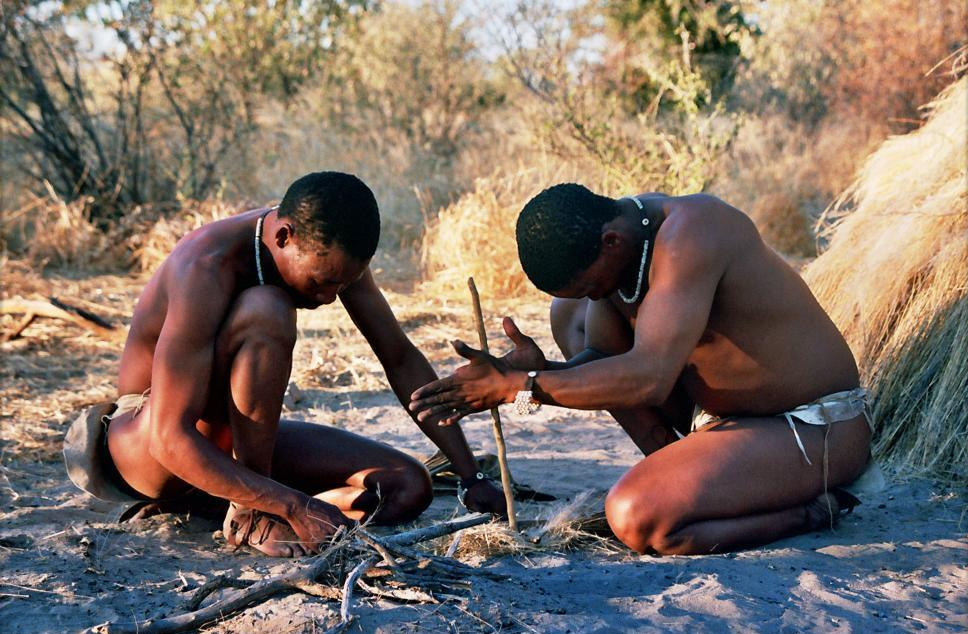
Encendiendo fuego a mano, pueblo San en Botsuana.

Los pueblos indígenas tienen una posición única en lo que respecta a la discusión de los impactos que tendrá el cambio climático en una población. Muchas poblaciones indígenas viven estilos de vida de subsistencia, que a su vez se ven gravemente afectados por el impacto del cambio climático. En muchos países, la ley municipal difiere en su aplicación a los pueblos indígenas que al resto de la población, lo que complica cualquier recurso legal. El cambio climático impacta a los pueblos indígenas de manera diferente no solo por sus conexiones físicas y espirituales con la tierra y el agua, sino también porque tienen un conocimiento ecológico y tradicional especializado que se puede utilizar para encontrar la mejor estrategia de mitigación de esos efectos.
Los órganos de derechos humanos de la ONU han identificado los derechos de los pueblos indígenas como particularmente vulnerables a los efectos perturbadores del cambio climático. Debido al cambio climático, los pueblos indígenas se han visto amenazados con su sustento y sus creencias culturales en todo el mundo, América del Norte, Europa, América Latina, África, Asia y el Pacífico. Aproximadamente 370 millones de indígenas se ven afectados.

### Derechos de los niños

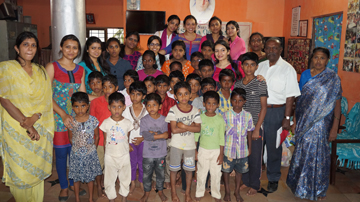
Programa de derechos del niño

Los investigadores del Overseas Development Institute identificaron que los niños en el sur de Asia pueden ser particularmente vulnerables a las violaciones de los derechos humanos luego de desastres relacionados con el clima. Estos pueden incluir violencia de género, trabajo infantil, rupturas familiares y barreras para su desarrollo y aprendizaje. Los investigadores argumentan que los derechos del niño rara vez se priorizan en las políticas para reducir el riesgo de desastres o adaptarse al cambio climático y que las políticas de adaptación al cambio climático deben adaptar las intervenciones para abordar los aspectos críticos de los derechos del niño, en particular la protección y la educación infantil.

### Desarrollo
Dado que muchos de los ciudadanos más pobres del mundo dependen directamente del medio ambiente para la totalidad o parte de su sustento diario, muchas agencias internacionales de desarrollo ven el cambio climático y el desarrollo como "inextricablemente vinculados".